# احمد جودت عثمان الزنكنة
كاحمد جودت 
الريس التنفيدى و شخصيه اعمال من العراق
حياته
درس فى كركوك
وهو رجل أعمال وملياردير عراقي بريطاني ولد في يوم 11 يونيو 1937 في مدينة بغداد عاصمة العراق، وهو مؤسس منظمة الإنكليز العرب ومؤسس ورئيس منظمة البحر المتوسط العامة، ويمتلك أكثر من 120 شركة، بلغت ثروته في عام 2012، (1.8) مليار دولار مما يجعله يحتل المرتبة 854 لأغنى الرجال في العالم.